# Parcul regional White Tank Mountain

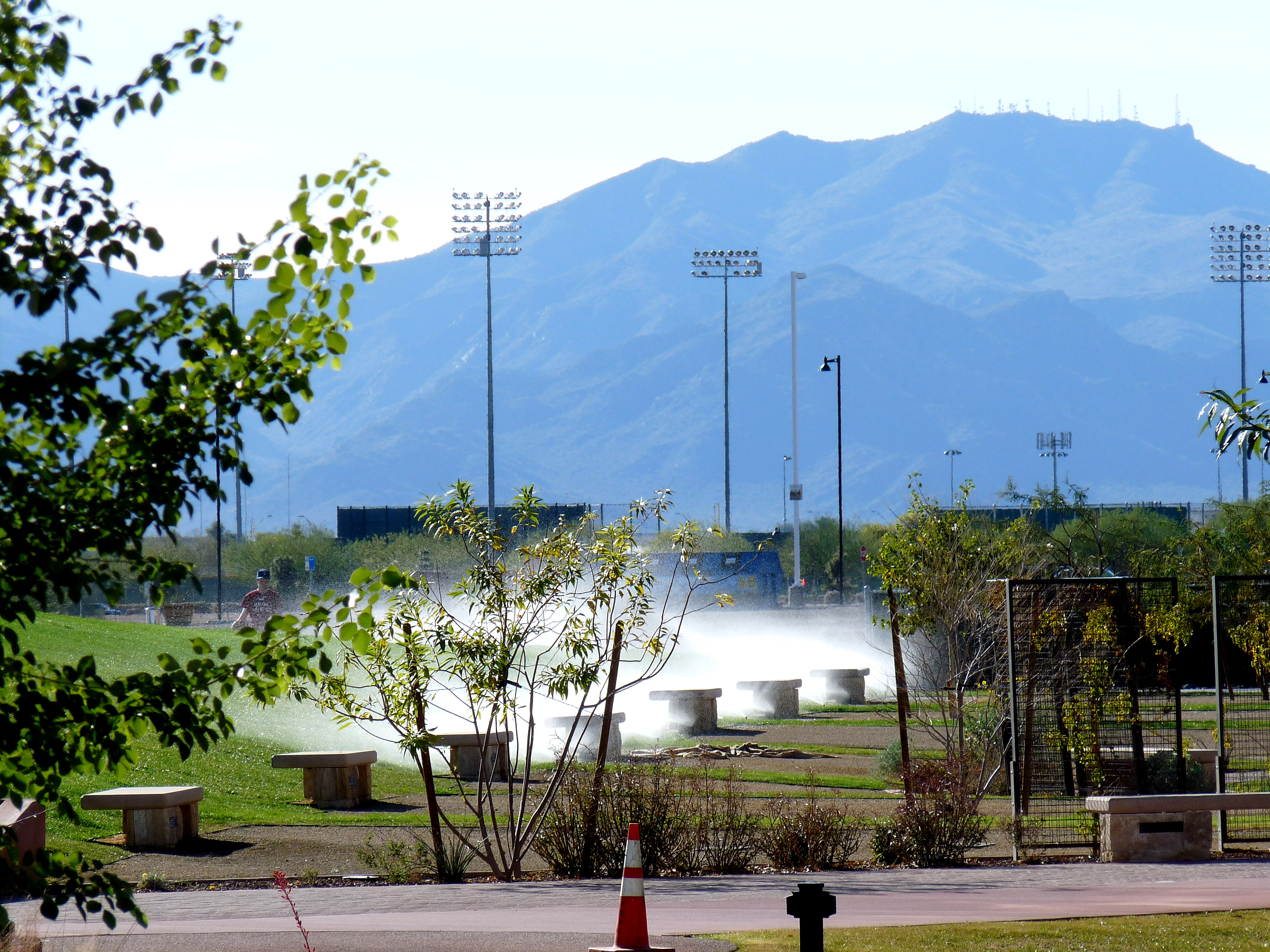
Lanțul montan White Tank Mountains fotografiat dinspre Surprise, statul.

Parcul regional White Tank Mountain (în engleză: White Tank Mountain Regional Park) este unul din cele zece parcuri regionale situate în comitatul Maricopa din statul Arizona (Statele Unite ale Americii).

## Descriere
Parcul, care se găsește în vestul zonei metropolitane a capitalei Arizonei, Phoenix, ocupă 118,456 km 2 (sau, folosind unități anglo-saxone imperiale, 29.271 acri sau 45,736 sq mi).  Conținând zone deșertice și montane, parcul White Tank Mountain este cel mai mare din comitat. Cea mai mare parte a lanțului montan de altitudine medie a Munților White Tank se găsesc pe teritoriul parcului.

## Administrare
Administrat (ca și celelalte nouă parcuri regionale din comitatul Maricopa) de către Departamentul de parcuri și activități recreative ale comitatului Maricopa, conform denumirii sale oficiale, Maricopa County Parks and Recreation Department, parcul ocupă aproximativ 12.140 de ha (sau circa 30.000 de acri imperiali), fiind cel mai mare din cele zece parcuri ale comitatului.
La intrarea în parc există o clădire foarte funcțională și modernă care conține una din secțiile locale ale bibliotecii comitatului Maricopa, Maricopa County Library District, care a fost inaugurată în octombrie 2010.

## Galerie de imagini

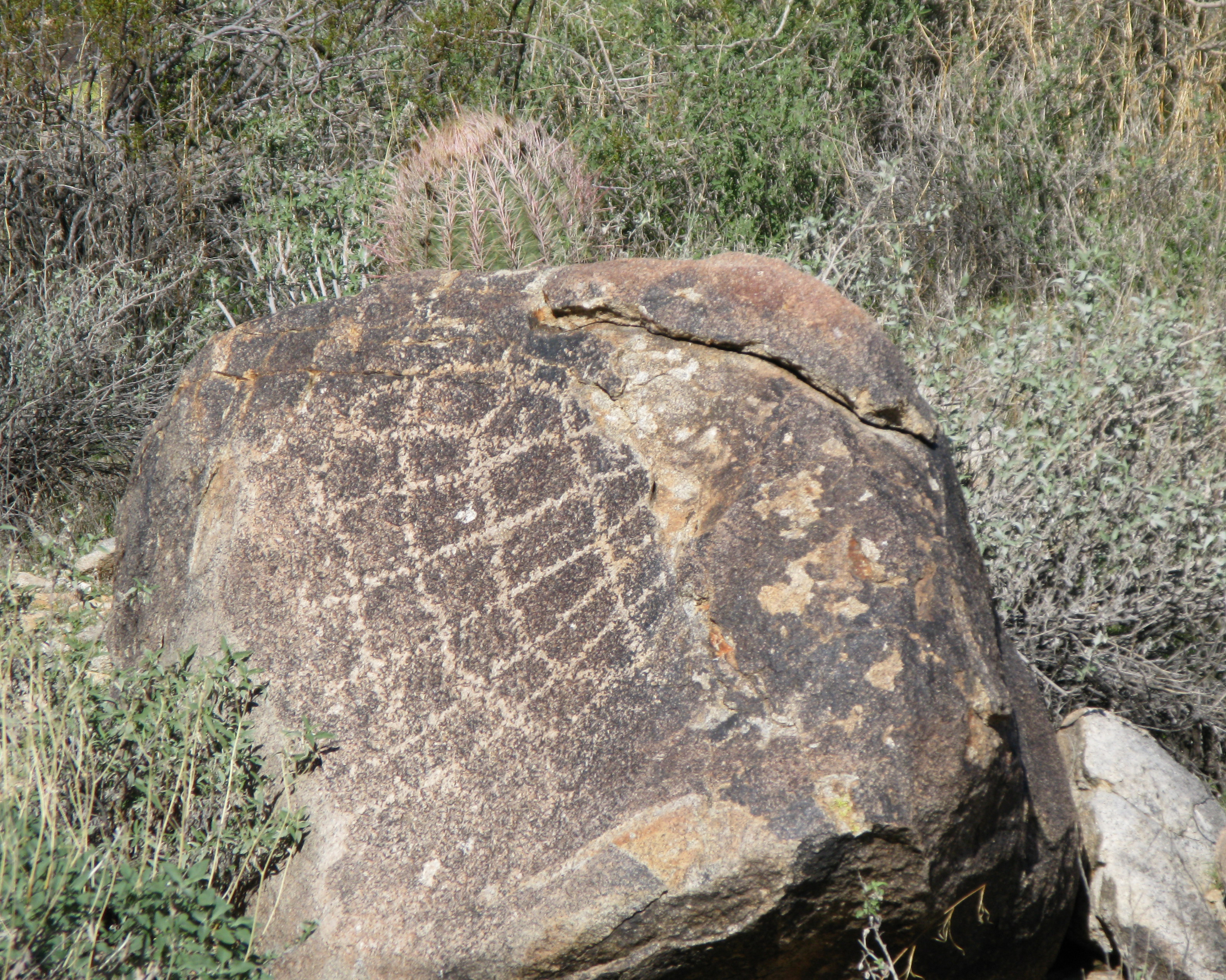
Pietroglife
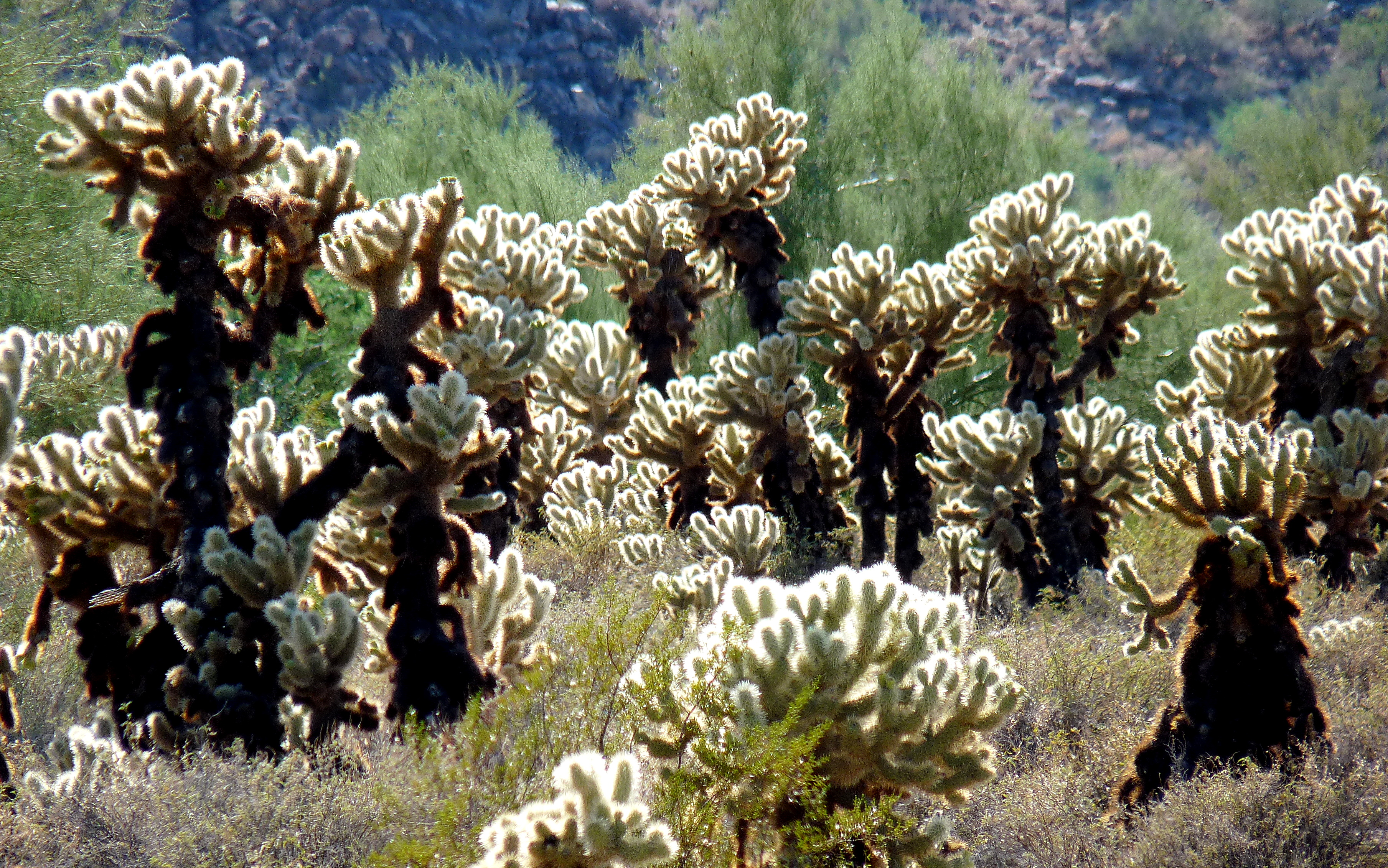
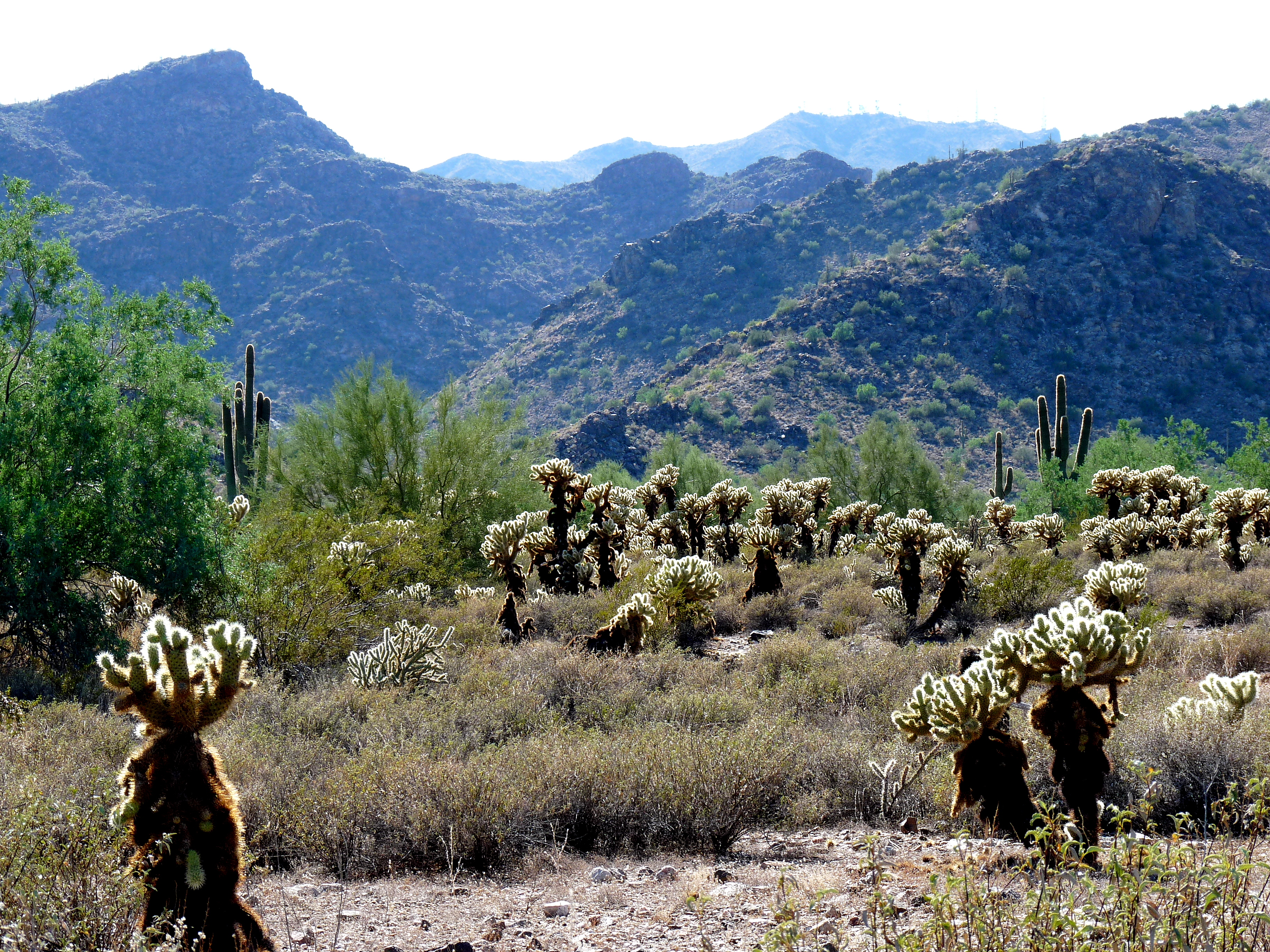
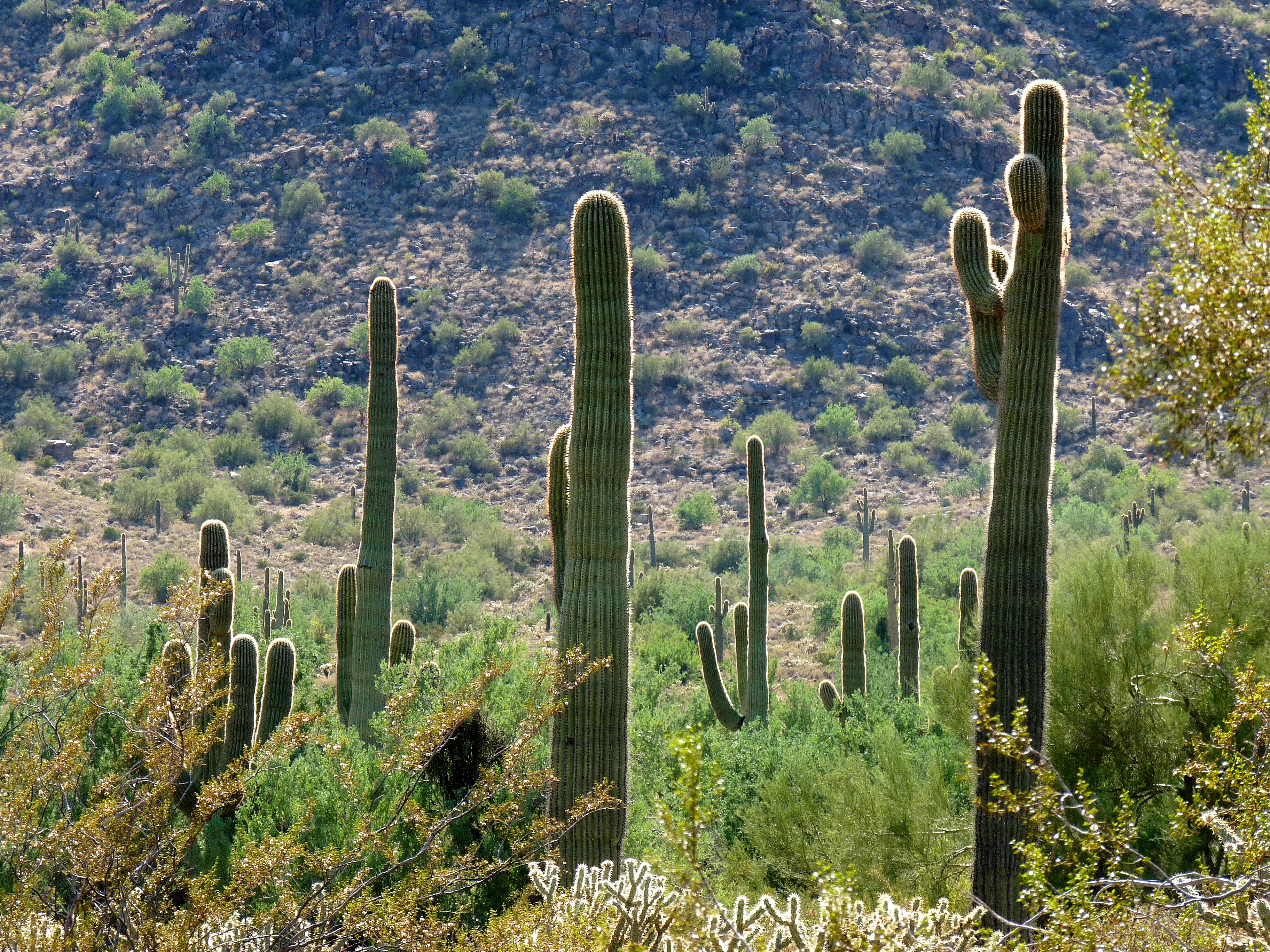
Pădure de cactuși Saguaro
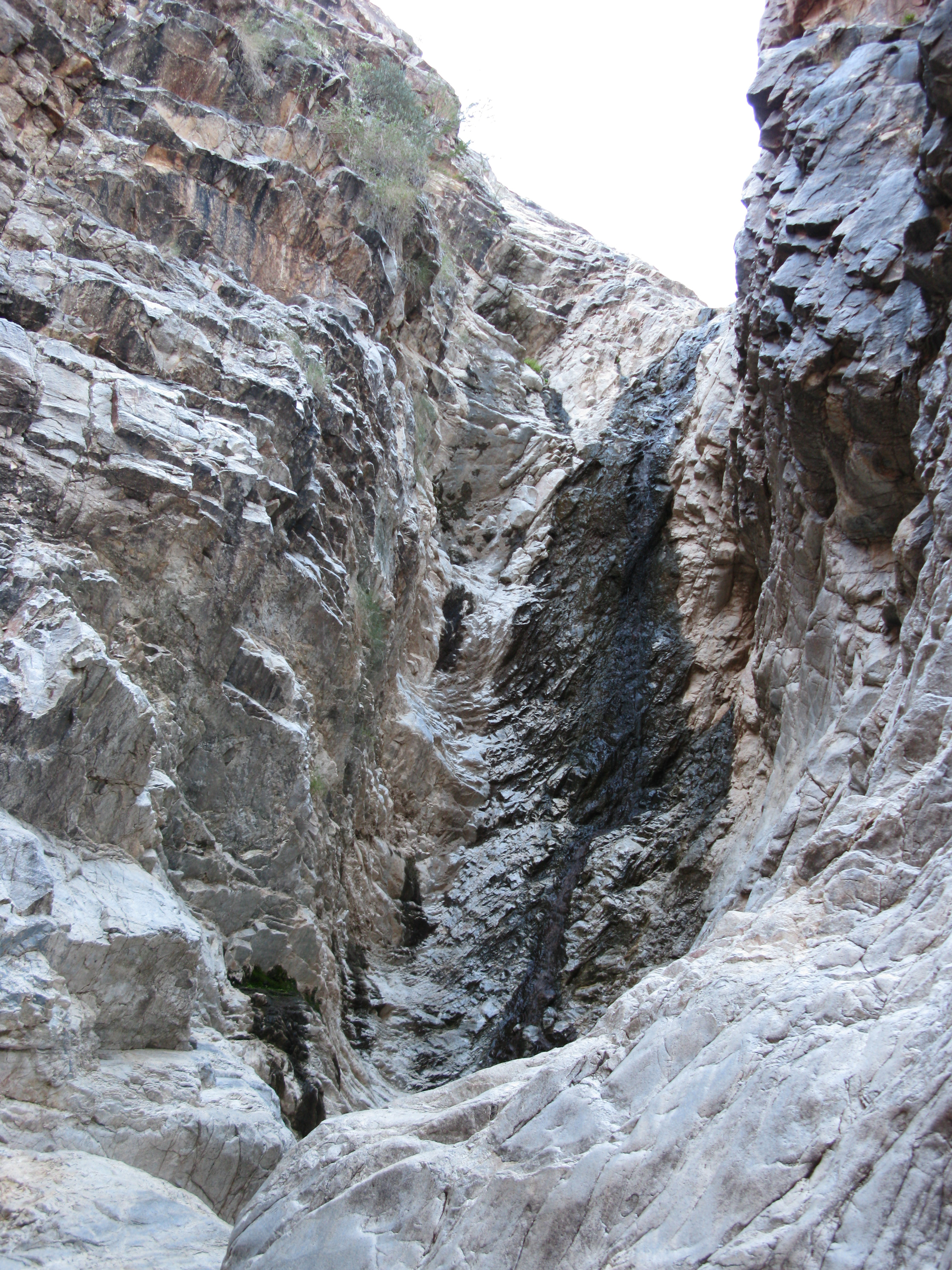
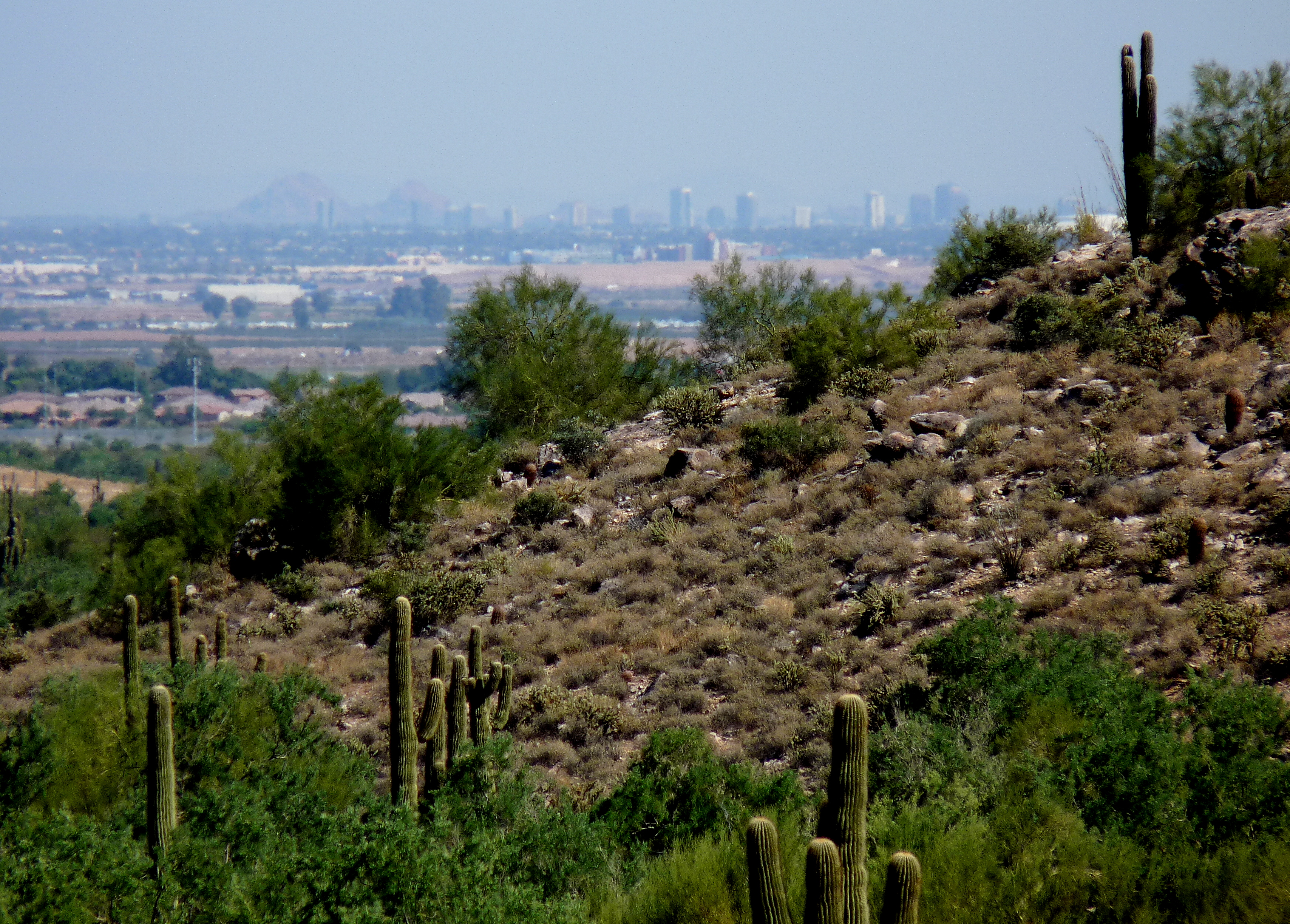
Zona metro Phoenix, fotografiată dinspre parc
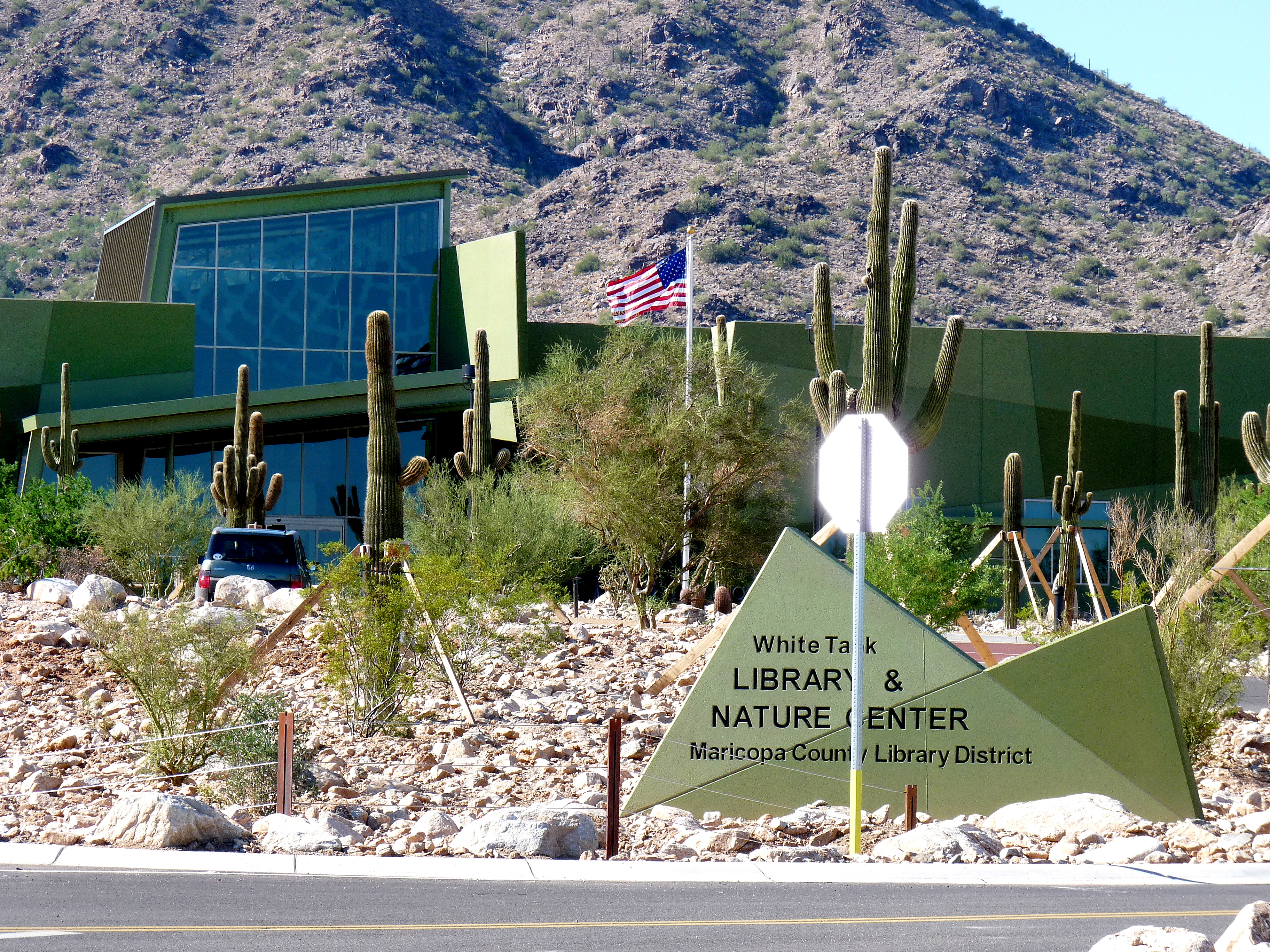
Clădirea bibliotecii
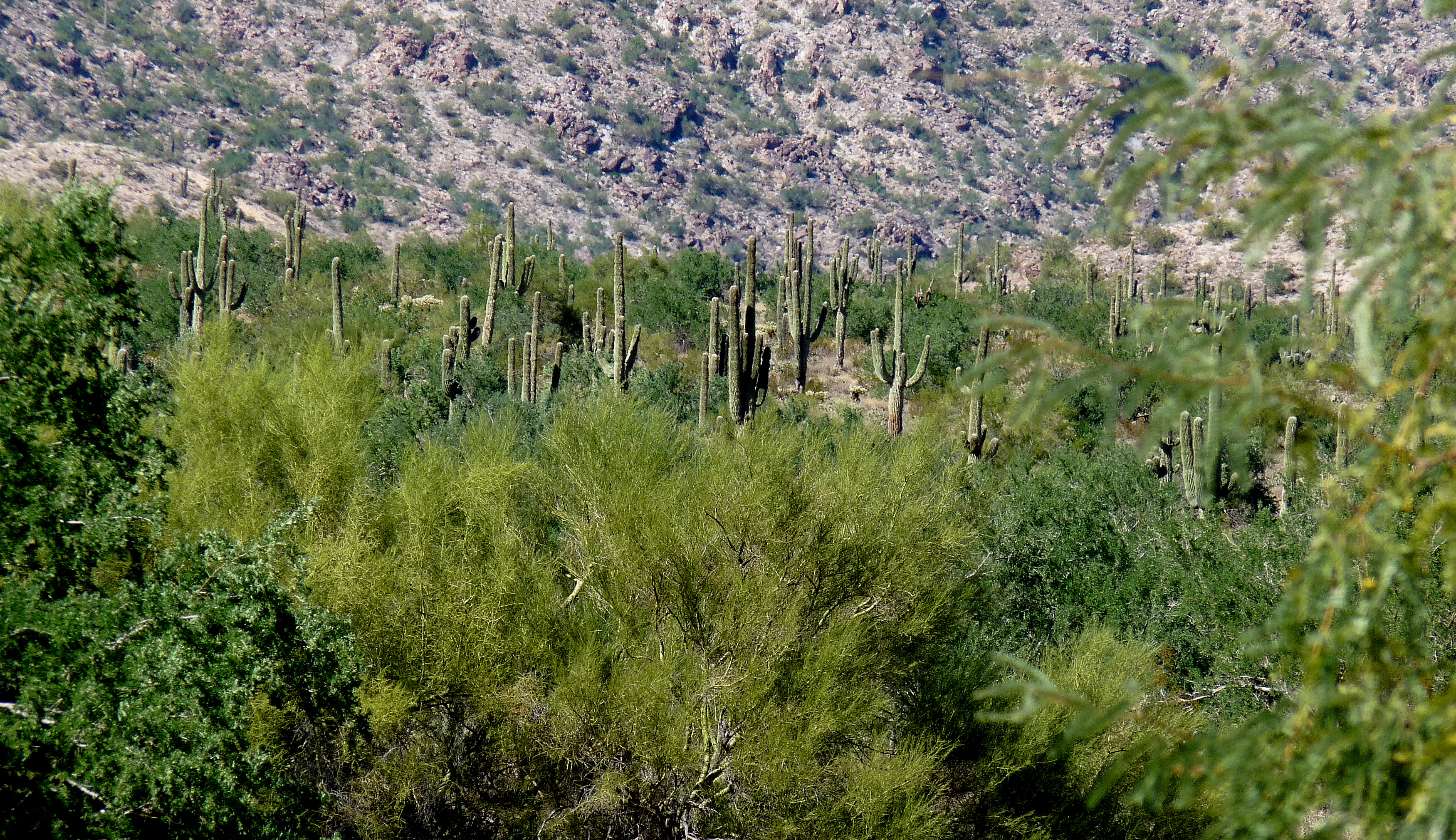
Pădure mixtă, de cactuși și de arbori tipici de deșert